# Jasan Burin
Jasan Burin (6. dubna 1929 Praha – 2017) byl česko-americký architekt, urbanista, kreslíř a pedagog. Od poloviny 60. let pracoval v zahraničí, zejména v Británii a v USA. Později žil v České republice.

## Život
Rodák z Prahy absolvoval studia architektury na VUT v Brně u Bohuslava Fuchse, jehož se stal později asistentem. V roce 1956 se vrátil do Prahy, kde studoval postgraduálně na Škole architektury AVU u Jaroslava Fragnera. Po založení tvůrčí skupiny Etapa (1961–1970) se stal jejím členem. Po ukončení studií pracoval ve Státním ústavu pro rekonstrukce památkových měst a objektů (SÚRPMO) a v pražských podnicích Hydroprojekt a Konstruktiva.
V podniku Konstruktiva se podílel na projektování budov čs. zastupitelských úřadů a čs. pavilonu na Expo 67 v Montrealu. V roce 1965 byl pověřen dohledem na výstavbu velvyslanectví v Londýně. Po okupaci Československa v roce 1968 přesídlil do USA, kde kromě projekční činnosti působil od počátku 70. let na fakultě architektury University of Tennessee v Knoxville. V rámci pomoci zemětřesením zasažených oblastí Střední Ameriky se v roce 1974 spolu se svými studenty zapojil do programu UNESCO a společně vytvořili nový urbanistický koncept města Managua v Nikaragui. Byl také autorem výstavních pavilónů na Světové výstavě Expo 1982 v Knoxville. Po návratu do České republiky spolupracoval s českými architekty (Michal Kohout, Zdeněk Jiran, Marco Maio aj.) na experimentálních projektech v oblasti environmentální architektury (rodinné rekreační jednotky XANADU 3, 4, Rotating House a další), pořádal workshopy a přednášky.. Byl hostujícím profesorem fakulty architektury Clemson University v USA.
Zemřel v roce 2017.

## Dílo
Jasan Burin pracoval v předních amerických projekčních kancelářích a většina jeho realizací se nachází ve městech a okolí měst Indianapolis, Columbia a Knoxville, kde řadu let žil. Zde si také postavil podle vlastního návrhu moderní dům ze dřeva a skla, který se ale nesetkal s příznivou reakcí jeho sousedů. Ti stavěli své domy v nevkusném neoklasicistním stylu. Když architekt svůj dům prodal, nový majitel ho zboural. Jako architekt – vizionář a urbanista vytvořil také řadu projektů, které nebyly realizovány.

### Projekty a realizace (výběr)
- zdymadlo na Labi ve Štětí, (Hydroprojekt)
- památník zahynuvšího kosmonauta Grissom Memorial v Mitchellu, Indiana
- muzeum indiánské kultury Angel Mounds v Evansville, Indiana
- obytná kolonie Fox Den, Knoxville[3]
- CC banka v Clintonu, New Jersey
- hotel Radisson, Jižní Karolína
- Mathers Museum of World Cultures, Indiana University Bloomington,
- urbanistická sudie k projektu EPCOT (Experimentální prototyp společenství zítřka) pro Walt Disney World Resort, Orlando, 1974–1975 (nerealizováno)
- experimentální domy budoucnosti organických tvarů XANADU pro Expo 82, Knoxville

## Výstavy

### společná
- 1961 - Tvůrčí skupina Etapa, Galerie Václava Špály, Praha

### samostatná
- 2010 - Jasan Burin: Projektuj, dokonči, realizuj!, Experimentální prostor Roxy/NoD, Praha

## Ocenění
- 2009 – čestné uznání v soutěži Rockhouse (XANADU 3, autoři Burin – Jiran – Maio)[4]
- 2017 – Cena za celoživotní dílo, Grand Prix architektů (in memoriam)[2]